# Geschichte Alabamas

Siegel von Alabama

Die Geschichte Alabamas umfasst die Entwicklungen auf dem Gebiet des US-amerikanischen Bundesstaates Alabama von der Urgeschichte bis zur Gegenwart. Sie begann mit der Einwanderung der ersten Indianer vor ca. 9000 Jahren. Die Kolonisierung Amerikas durch die Europäer begann im 16. Jahrhundert. 1820 trat Alabama als Staat den Vereinigten Staaten bei.

## Name
Der Name geht auf einen als Alabama bekannten Indianerstamm aus der Muskogee-Sprachfamilie zurück, der erstmals 1540 von Teilnehmern der Expedition Hernando de Sotos erwähnt wurde. Garcilasso de la Vega bezeichnete sie als Alibamo, andere nannten sie Alibamu oder Limamu. Die Franzosen nannten sie 1702 Alibamons, dementsprechend hieß der Fluss auf französischen Karten Rivière des Alibamons.

## Geschichte

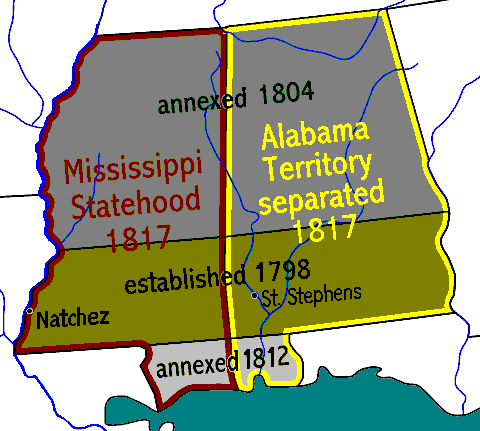
Alabama-Territorium
(am 3. März 1817 geschaffen)

### Entstehung des Staates
Vor der europäischen Kolonisierung war das Gebiet links des Alabama River vom Volk der Alabama, einem Indianer-Stamm, besiedelt. Rechts des Flusses siedelten die Coushatta. Das Gebiet von Alabama bildete anfangs einen Teil des spanischen Florida. 1698 landete der Franzose Pierre Le Moyne d’Iberville nicht weit von der Stelle, wo jetzt Mobile liegt. Er hatte die Absicht, für Frankreich eine nähere Verbindung zum Mississippi herzustellen, was 1702 die Errichtung eines Forts in Mobile zur Folge hatte. Bis um 1800 geschah jedoch wenig zur Kolonisierung des Landes. Nach dem Unabhängigkeitskrieg gehörte der größte Teil von Alabama zu Georgia. Dies überließ aber 1802 alles Land westlich vom Chattahoochee River der Union, die daraus und aus dem zwischen dem Perdido und Mississippi River gelegenen Teil von Westflorida ein Gebiet bildete, das 1817 in zwei Territorien geteilt wurde, wovon das östliche nach seinem Hauptfluss Alabama-Territorium genannt, das westliche zum Staat Mississippi geschlagen wurde. 1819 nahm das Territorium eine Konstitution an und trat 1820 als Staat in die Union ein.

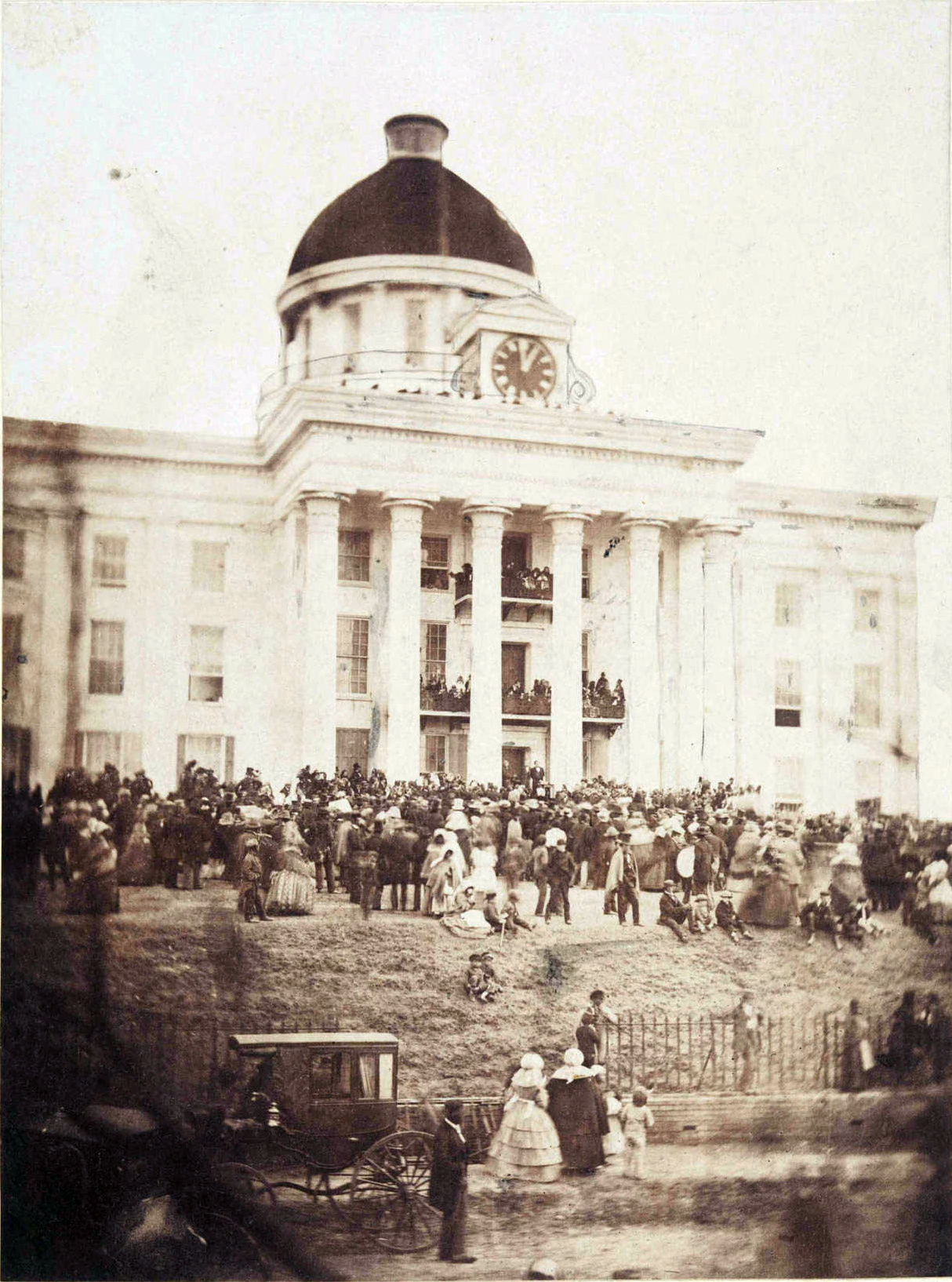
Amtseinführung von Jefferson Davis als Präsident der Konföderierten Staaten von Amerika auf den Stufen des Alabama Capitol am 18. Februar 1861.

### Sezessionskrieg
1861 sagte sich Alabama von der Union los und schloss sich den Konföderierten Staaten von Amerika an, deren Zentralgewalt anfangs in Montgomery (Alabama) residierte. Im Amerikanischen Bürgerkrieg wurde Montgomery nach der Schlacht um Selma am 12. April 1865 durch Unionstruppen unter Führung von Major General James H. Wilson erobert. 1868 wurde Alabama wieder als vollberechtigter Staat in die Union aufgenommen.

### Weltwirtschaftskrise und Nachkriegszeit
Während der Wirtschaftskrise der 1930er Jahre war Alabama eine Hochburg der Unterstützung für die Politik des demokratischen Präsidenten Franklin D. Roosevelt. Der Staat profitierte sehr von öffentlichen Investitionen, z. B. durch die Tennessee Valley Authority, da sowohl Konstruktion als auch Betrieb der Staudämme am Tennessee River im Norden des Staates Arbeitsplätze schafften. Der Rural Electrification Act (REA) war für den ländlichen Staat besonders wichtig.
Nach dem Zweiten Weltkrieg begann eine Zeit der Transformation der Politik und Gesellschaft Alabamas. Die Auseinandersetzung um die Rassentrennung wurde in Alabama mit äußerster Härte ausgefochten (vgl. auch Busboykott von Montgomery). Martin Luther King und Rosa Parks, aber auch der als Integrationsgegner weit über die Grenzen Alabamas bekannte Gouverneur George Wallace hatten ihren Wohnsitz in Montgomery. Erst 1967 wurde Alabama durch den Obersten Gerichtshof dazu gezwungen, als einer der letzten Staaten der USA das Verbot der Mischehen aufzuheben. Siehe dazu Loving v. Virginia, 388 U.S. 1 (1967).
Wirtschaftlich begann mit der einsetzenden Modernisierung ein Bevölkerungszuzug aus den Nordstaaten. Gleichwohl ist inzwischen eine Dominanz der Republikaner in Alabama festzustellen. Über eine Mehrheit verfügen die Demokraten nur noch in den Countys, die eine Mehrheit schwarzer Wähler aufweisen. Im November 2002 wurde Bob Riley zum Gouverneur von Alabama gewählt und 2006 wiedergewählt. Ab dem 17. Januar 2011 war der Republikaner Robert J. Bentley Gouverneur des Bundesstaates Alabama. Seine Nachfolgerin ist seit 2017 die Republikanerin Kay Ivey.